# Algirdas Butkevičius

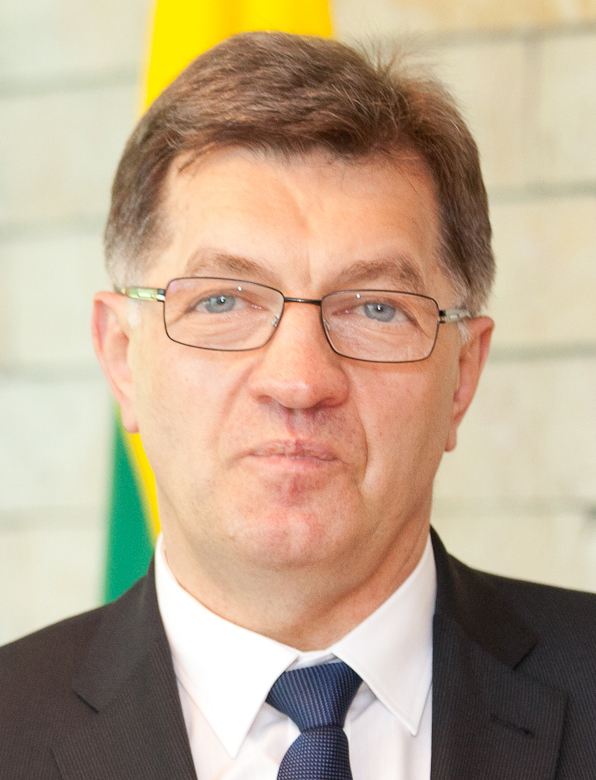
Algirdas Butkevičius (2013)

Algirdas Butkevičius (* 19. November 1958 in Paežeriai bei Šeduva, Rajongemeinde Radviliškis) ist ein litauischer linker Politiker und war von Dezember 2012 bis zum 13. Dezember 2016 Premierminister des Landes. Er war vom 7. März 2009 bis 22. April 2017 Vorsitzender der Litauischen Sozialdemokratischen Partei (LSDP) und war Kandidat dieser Partei bei der Präsidentenwahl im Mai 2009.

## Studium und berufliche Laufbahn
Nach seinem Abitur 1977 an der Mittelschule Šeduva bei Radviliškis studierte Butkevičius am Institut für Bauingenieurwesen in Vilnius als Wirtschaftsingenieur für das Bauwesen. Nach seinem Abschluss 1984 wurde er in der Rajongemeinde Vilkaviškis angestellt und war bis zum Ende der Sowjetunion 1990 als Bauleiter und Stadtarchitekt tätig. Bis 1995 arbeitete er in leitender Funktion in der Kreisverwaltung, anschließend, bis zu seiner Wahl ins Parlament, noch ein Jahr als Verkaufsleiter bei der Baufirma „AB Vilkasta“, dem Nachfolgebetrieb der ehemaligen staatlichen Baufirma im Landkreis Vilkaviškis.
Im Juni 2008 verteidigte er seine Doktorarbeit in den Sozialwissenschaften zum Thema einer effektiveren und nachvollziehbareren Verteilung der staatlichen Steuereinnahmen an der Universität Vilnius.

## Politische Karriere seit 1990
Mit dem Ende der Sowjetunion begann Butkevičius' politische Laufbahn, als er in den Rajonrat von Vilkaviškis gewählt wurde. 1991 trat er in die wiedergegründete LSDP ein, nachdem er in der Sowjetunion bereits kurze Zeit Mitglied der Kommunistischen Partei gewesen war (1985–1988).
Von 1991 bis 1995 war er stellvertretender Bürgermeister der Rajongemeinde Vilkaviškis.  Ab 1995 war er im Parteirat, von 1997 bis 1999 und erneut seit 2001 war er im Parteivorstand der LSDP, die seit der Vereinigung mit der Nachfolgepartei der Kommunistischen Partei Litauens, der Demokratischen Arbeitspartei Litauens, bis zur Parlamentswahl 2016 wesentlich die politischen Geschicke in Litauen bestimmte. Am 7. März 2009 wurde Algirdas Butkevičius auf dem Parteikongress zum neuen Parteivorsitzenden in der Nachfolge des vormaligen Premierministers Gediminas Kirkilas gewählt, der nicht mehr angetreten war. Butkevičius erhielt 329 Stimmen, gegenüber 242 Stimmen für den Favoriten des Ex-Premierministers Brazauskas, Zigmantas Balčytis, und 26 für den früheren Parteivorsitzenden Vytenis Andriukaitis. Im April 2017 wurde Butkevičius durch Gintautas Paluckas im Amt ersetzt.
Butkevičius war im Kabinett Brazauskas II Finanzminister (Dezember 2004 bis Mai 2005) und im Kabinett Kirkilas (Juli 2006 bis November 2008) Verkehrsminister. Sein baldiger Rücktritt als Finanzminister erfolgte im Streit in der damaligen Regierungskoalition um Pläne zu einer Steuerreform; Butkevičius selbst hat angedeutet, es sei wohl eher darum gegangen, seinen Rücktritt zu forcieren. In der Folge verlor er im Mai 2005 auch seinen Posten als einer der sieben stellvertretenden Parteivorsitzenden.
Seit 1996 gehörte Butkevičius für die LSDP ununterbrochen dem litauischen Parlament an. Er war auch Oppositionsführer.
Von Dezember 2012 bis zum Dezember 2016 war er litauischer Regierungschef (Kabinett Butkevičius). Bei der Parlamentswahl am 23. Oktober 2016 verlor die LSDP über die Hälfte ihrer Abgeordnetensitze und wurde nur drittstärkste Kraft.
Kurz nach Niederlegung des Parteivorsitzes 2017 verließ er nach einem Streit um den Verbleib der Partei in der Regierung die LSDP. Stattdessen wurde er Mitglied der neu gegründeten Sozialdemokratischen Arbeitspartei Litauens (LSDDP) und einer ihrer stellvertretenden Fraktionsvorsitzenden in der Seimas. Bei der Parlamentswahl 2020 trat er hingegen für die Grüne Partei an und gewann für diese in seinem Wahlkreis das Direktmandat. Dadurch war diese Partei im Seimas vertreten. Später schloss sich Butkevičius der Demokratischen Partei Litauens an. Dort ist er Vorstandsmitglied der DSVL.

## Privates

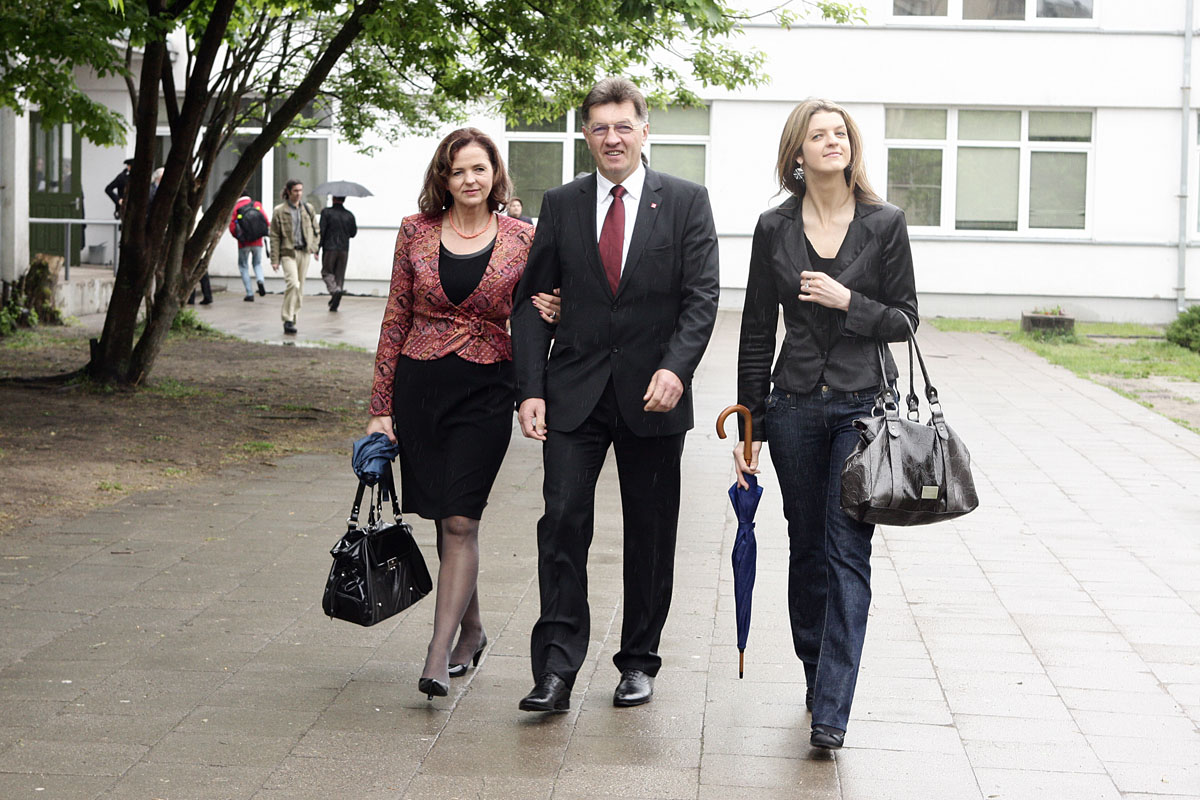
Algirdas Butkevičius mit Frau Janina und Tochter Indrė, 2009

Algirdas Butkevičius ist verheiratet mit Janina und hatte zwei Kinder, Tochter Indrė und Sohn Martynas. Letzterer starb am 25. März 2008 mit 25 Jahren zusammen mit seiner Freundin Marta Andriuškevič bei einem Verkehrsunfall in Vilnius.